# Volodymyr Vasylyovych Shcherbytsky
Volodymyr Vasylyovych Shcherbytsky (17 tháng 2 năm 1918 – 16 tháng 2 năm 1990) là một chính trị gia Liên Xô người Ukraina. Ông là Bí thư thứ nhất Đảng Cộng sản Ukraina từ năm 1972 đến năm 1989.

## Đầu đời
Shcherbytsky sinh ra tại Verkhnodniprovsk vào ngày 17 tháng 2 năm 1918, con của Vasily Grigorievich Shcherbytsky (1890-1949) và Tatyana Ivanovna Shcherbitskaya (1898-1990), chỉ hai tuần sau khi lực lượng Xô viết tiếp quản thành phố trong Chiến tranh Ukraina-Xô viết. Trong những năm đi học, ông từng là một nhà hoạt động và là thành viên của Komsomol từ năm 1931. Năm 1934, khi còn đi học, ông trở thành người hướng dẫn và vận động cho ủy ban quận của Komsomol. Năm 1936, ông vào Khoa Cơ khí tại Học viện Công nghệ Hóa học Dnepropetrovsk. Trong thời gian đào tạo, ông làm việc với tư cách là người vẽ sơ đồ thiết kế, nhà thiết kế và người điều khiển máy nén khí trong các nhà máy tại Dnepropetrovsk. Shcherbytsky tốt nghiệp Học viện Công nghệ Hóa học Dnepropetrovsk năm 1941 và cùng năm đó trở thành đảng viên Đảng Cộng sản Liên Xô.

## Sự nghiệp quân sự
Sau khi Đức xâm lược Liên Xô vào tháng 6 năm 1941, Shcherbytsky được huy động vào hàng ngũ của Hồng quân. Vì tốt nghiệp chuyên ngành thiết bị và máy móc hóa học, ông được cử đi học ngắn hạn tại Học viện Quân sự Phòng hóa mang tên Voroshilov, cơ quan này đã sơ tán từ Moskva đến Samarkand tại CHXHCNXV Uzbekistan. Sau khi tốt nghiệp, Shcherbytsky được bổ nhiệm làm trưởng đơn vị hóa học thuộc Trung đoàn Bộ binh 34 thuộc Sư đoàn Bộ binh 473 của Phương diện quân Ngoại Kavkaz. Vào tháng 11 năm 1941, sư đoàn được thành lập tại các thành phố Baku và Sumgayit tại CHXHCNXV Azerbaijan. Vào ngày 8 tháng 1 năm 1942, sư đoàn này được đổi tên thành Sư đoàn bộ binh 75, và vào tháng 4 cùng năm thì Shcherbytsky cùng sư đoàn tham gia cuộc xâm lược Iran của Anh-Xô. Cùng năm đó, ông phục vụ trong một lữ đoàn xe tăng.
Vào tháng 3 năm 1943, Shcherbytsky được chuyển đến cục hóa học tại sở chỉ huy của Phương diện quân Ngoại Kavkaz, ông phục vụ tại đây cho đến khi chiến tranh kết thúc. Vào tháng 8 năm 1945, Phương diện quân Ngoại Kavkaz được tổ chức lại thành Quân khu Tbilisi và nhiệm vụ quân sự cuối cùng của Shcherbytsky là trợ lý trưởng của cục hóa học của sở chỉ huy quân khu về huấn luyện chiến đấu. Tháng 12 năm 1945, ông xuất ngũ với cấp bậc đại úy.

## Sự nghiệp chính trị

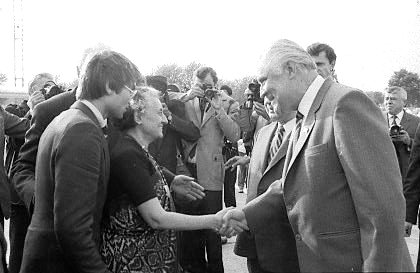
Shcherbytsky hội kiến Thủ tướng Ấn Độ Indira Gandhi tại Kyiv vào năm 1982.

Sau Thế chiến II , ông làm kỹ sư tại Dneprodzerzhynsk (nay là Kamianske). Từ năm 1948 Shcherbytsky là công chức đảng trong Đảng Cộng sản Liên Xô. Năm 1948, ông được bổ nhiệm làm Bí thư thứ hai của đảng ủy cộng sản thành phố Dniprodzerhynsk, ngay sau khi Leonid Brezhnev đảm nhận chức vụ Bí thư thứ nhất của đảng ủy khu vực. Ông kế nhiệm Brezhnev làm bí thư thứ nhất vào tháng 11 năm 1955. Tháng 12 năm 1957, ông được bổ nhiệm làm một bí thư trong Ban Chấp hành Trung ương Đảng Cộng sản Ukraina. Tháng 2 năm 1961, ông được bổ nhiệm làm Chủ tịch Hội đồng Bộ trưởng Ukraina, chức vụ cao thứ hai trong nước cộng hòa, nhưng vào tháng 6 năm 1963, ngay sau khi Petro Shelest được bổ nhiệm làm Bí thư thứ nhất Đảng Cộng sản Ukraina, Shcherbytysky được chuyển sang chức vụ cấp thấp hơn là Bí thư thứ nhất đảng ủy khu vực Dnepropetrovsk. Vào ngày 16 tháng 10 năm 1965, sau khi Brezhnev lên đến vị trí tối cao với tư cách là Tổng Bí thư Đảng Cộng sản Liên Xô, Shcherbytsky được khôi phục vị trí cũ của mình là người đứng đầu chính phủ Ukraina.
Vào tháng 5 năm 1972, Shelest được chuyển đến Moskva và được bầu làm Phó Chủ tịch Hội đồng Bộ trưởng Liên Xô. Do bước phát triển chính trị này, Ủy ban Trung ương Đảng Cộng sản Ukraina bầu Shcherbytysky làm Bí thư thứ nhất mới của họ; đây là chức vụ chính trị cao nhất trong CHXHCNXV Ukraina. Trong khi người tiền nhiệm của ông đã duy trì một mức độ độc lập với Moskva và khuyến khích một cách hạn chế nền văn hóa Ukraina bản địa, thì Shcherbytsky luôn trung thành với Brezhnev và thực hiện chính sách phù hợp. Tổng cộng, khoảng 37.000 đảng viên và quan chức chính phủ do Shelest bổ nhiệm đã bị thanh trừng- bị loại khỏi chức vụ của họ hoặc chuyển sang các vị trí chính trị ít ảnh hưởng hơn. Họ bị buộc tội mềm mỏng đối với chủ nghĩa dân tộc Ukraina - đàn áp chủ nghĩa dân tộc là một chính sách được Liên Xô thực hiện trong lịch sử nhằm duy trì hòa bình giữa các dân tộc trong biên giới của đất nước. Nổi tiếng nhất là nhà văn nổi tiếng người Ukraina Ivan Dziuba, đã bị kết án 5 năm trong trại lao động vì một ấn phẩm bị coi là đe dọa đến tình hữu nghị giữa nhân dân Liên Xô.

### Nga hóa
Quyền cai trị của ông đối với CHXHCNXV Ukraina có đặc trưng là các chính sách mở rộng về tái tập trung hóa và đàn áp những người bất đồng chính kiến kèm theo một cuộc tấn công rộng rãi vào văn hóa Ukraina và tăng cường Nga hóa. Trong thời gian Shcherbytsky cầm quyền, các vụ bắt giữ hàng loạt đã được thực hiện nhằm tống giam bất kỳ thành viên nào của giới trí thức dám bất đồng với các chính sách chính thức của nhà nước. Các tù nhân chính trị sau khi hết hạn bản án ngày càng nhiều người bị bắt giữ lại và chịu các bản án mới về tội hoạt động tội phạm. Việc giam giữ trong các viện tâm thần đã trở thành một phương pháp đàn áp chính trị mới. Báo chí tiếng Ukraina, các tổ chức học thuật và văn hóa vốn đã phát triển mạnh mẽ dưới thời Shelest, người tiền nhiệm của Shcherbytsky, đã bị Shcherbytsky đàn áp. Shcherbytsky cũng nhấn mạnh việc nói tiếng Nga tại các buổi họp chính thức trong khi Shelest nói tiếng Ukraina trong các sự kiện công cộng. Trong một bài phát biểu vào tháng 10 năm 1973 trước các đảng viên, Shcherbytsky tuyên bố rằng với tư cách là một "lực lượng theo chủ nghĩa quốc tế", người Ukraina có ý muốn "bày tỏ tình hữu nghị và tình anh em với tất cả nhân dân đất nước chúng tôi, nhưng trước hết là hướng về nhân dân Nga vĩ đại, văn hóa của họ, ngôn ngữ của họ - ngôn ngữ của Cách mạng, của Lenin, ngôn ngữ của sự giao lưu và đoàn kết quốc tế". Ông cũng tuyên bố rằng "kẻ thù lớn nhất của nhân dân Ukraina" là "chủ nghĩa dân tộc tư sản Ukraina cũng như chủ nghĩa Zion quốc tế". During Shcherbytsky's rule, Ukrainian-language education was greatly scaled back.

## Khía cạnh khác
Shcherbytsky là một nhân vật có ảnh hưởng tại Liên Xô. Vào tháng 4 năm 1971, ông được thăng chức thành viên Bộ Chính trị Liên Xô, trong cơ quan này ông vẫn là đồng minh thân cận của Leonid Brezhnev. Căn cứ quyền lực của ông được cho là một trong những nơi tham nhũng và bảo thủ nhất trong số các nước cộng hòa thuộc Liên Xô. Trong thời gian ông cầm quyền từ năm 1972 đến 1989, nền kinh tế Ukraina tiếp tục sa sút.
Năm 1982, có tin đồn trong Điện Kremlin rằng vì sức khỏe suy yếu nên Brezhnev đã lên kế hoạch từ bỏ chức vụ Tổng Bí thư Đảng Cộng sản tại Hội nghị Trung ương sắp tới và bàn giao cho Shcherbytsky, nhưng khi Brezhnev đột ngột qua đời, vị trí của ông thuộc về Yuri Andropov.
Đến khi nhà cải cách Mikhail Gorbachev nắm quyền tại Liên Xô, người này muốn cách chức Shcherbytsky ngay lập tức do đường lối cai trị cứng rắn của ông. Tuy nhiên, Gorbachev quyết định cho phép ông tại vị thêm vài năm nhằm khiến cho phong trào dân tộc chủ nghĩa Ukraina bị khuất phục.

### Thảm họa Chernobyl
Sau thảm họa Chernobyl năm 1986, Shcherbytsky được lệnh của Tổng bí thư Gorbachev tiến hành cuộc diễu hành Ngày Quốc tế Lao động như thường lệ tại Khreshchatyk của Kiev vào ngày 1 tháng 5, để thể hiện cho mọi người rằng không có lý do gì phải hoảng sợ. Ông tiến hành kế hoạch này theo sắp xếp, dù biết rằng có nguy cơ phát tán bệnh phóng xạ, thậm chí còn đưa cháu trai của mình là Volodya đến dự lễ kỷ niệm. Nhưng ông đến muộn và than phiền với các phụ tá: "Ông ấy nói với tôi: 'Bạn sẽ đặt thẻ đảng của mình lên bàn nếu bạn làm hỏng cuộc diễu hành'."
Vào ngày 20 tháng 9 năm 1989, Shcherbytsky mất tư cách thành viên Bộ Chính trị Đảng Cộng sản Liên Xô trong một cuộc thanh trừng các thành viên bảo thủ do Gorbachev thúc đẩy. Tám ngày sau, ông bị cách chức lãnh đạo Đảng Cộng sản Ukraina trong một hội nghị toàn thể tại Kiev do đích thân Gorbachev chủ trì.

## Qua đời

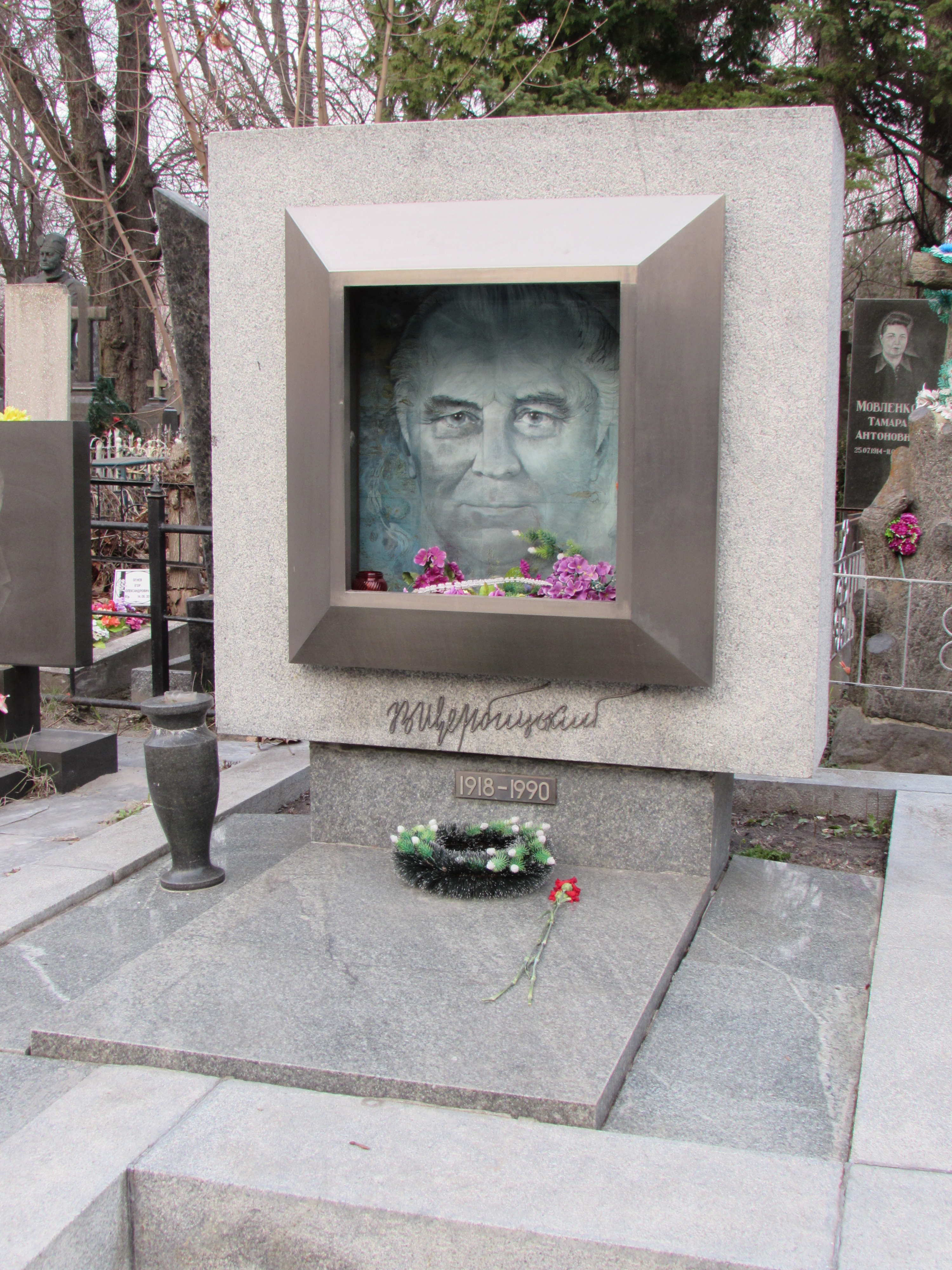
Mộ phần Volodymyr Shcherbytsky

Shcherbytsky qua đời vào ngày 16 tháng 2 năm 1990 - một ngày trước sinh nhật lần thứ 72 của ông, cũng là lúc ông được cho là sẽ làm chứng tại Xô Viết Tối cao của CHXHCNXV Ukraina về các sự kiện liên quan đến thảm họa Chernobyl. Mặc dù phiên bản chính thức tuyên bố rằng nguyên nhân cái chết là do viêm phổi, nhưng có người cho rằng ông tự sát bằng cách tự bắn bằng súng carbine của ông, "không thể giải quyết không những việc kết thúc sự nghiệp của mình mà còn cả việc kết thúc trật tự chính trị và xã hội mà ông cả đời phục vụ". và đã để lại một bức thư tuyệt mệnh giải thích cho vợ cách xử lý số tiền trong tài khoản tiết kiệm của mình. Ông được an táng trong nghĩa trang Baikove tại Kyiv.
Một con phố được đặt tên theo Shcherbytsky tại Kamianske nhưng đã được đổi tên thành phố Viacheslav Chornovil vào năm 2016 do luật phi cộng sản hóa của Ukraina. Cùng năm, một con phố mang tên ông tại Dnipro (trước đây là Dnepropetrovsk) được đổi tên thành phố Olena Blavatsky.

## Cuộc sống cá nhân
Shcherbytsky kết hôn với Ariadna Gavrilovna Shcherbitskaya, có họ khai sinh là Zheromskaya (1923–2015) vào ngày 13 tháng 11 năm 1945. Cặp đôi có hai con; con trai Valery (1946-1991) chết vì nghiện rượu và ma túy chỉ một năm sau khi Shcherbytsky mất, và con gái Olga (1953-2014) chết tại một bệnh viện tại Kiev sau một trận ốm nặng và kéo dài. Ông cũng có nhiều cháu và chắt. Olga kết hôn với doanh nhân người Bungari Borislav Dionisiev, khi đó là một người lính trong Quân đội Nhân dân Bungaria và là Tổng lãnh sự của Bungaria tại Odessa, trước khi ly hôn vào một ngày không xác định.

## Trao thưởng
Volodymyr Shcherbytsky từng hai lần được phong tặng Anh hùng Lao động Xã hội chủ nghĩa vào năm 1974 và 1977. Trong thời gian phục vụ công cộng, ông cũng nhận được nhiều giải thưởng và công nhận khác của nhà nước và dân sự, trong đó có Huân chương Lenin (năm 1958, 1968, 1971, 1973, 1977, 1983 và 1988), Huân chương Cách mạng Tháng Mười (năm 1978 và 1982), Huân chương Chiến tranh Vệ quốc hạng I (năm 1985), Huân chương "Vì sự nghiệp bảo vệ Kavkaz" (năm 1944) và nhiều huân chương khác. Ông cũng được Chính phủ Tiệp Khắc trao tặng Huân chương Tháng Hai Chiến thắng (năm 1978).

## Phát biểu
Năm 1985, một bí thư của Đảng Cộng sản Ukraina là Leonid Kravchuk đề cập các vấn đề ý thức hệ khi chuẩn bị báo cáo cho Shcherbytsky cho các cuộc họp cấp ủy tiếp theo sau hội nghị toàn thể của Ủy ban Trung ương Đảng Cộng sản Liên Xô. Trong báo cáo này, Kravchuk đã đề cập đến từ perestroika. Ngay khi Shcherbytsky nghe thấy từ đó, ông ngăn Kravchuk lại và hỏi:
| “ | Kẻ ngốc nào (durak) đã phát minh ra từ perestroika này? Tại sao phải xây lại nhà? Có điều gì sai trái tại Liên Xô? Chúng ta đang ổn! Có gì để xây dựng lại? Cần phải nâng cấp, cải tạo, nhưng nhà chưa sập thì sao lại phải xây lại? | ” |
| — | |   |